# Kosmos 2259
Kosmos 2259, ruski izviđački satelit iz programa Kosmos. Vrste je Jantar-4K2. Lansiran je 14. srpnja 1993. godine u 16:40 s kozmodroma Pljesecka u Kazahstanu. Lansiran je u nisku orbitu oko Zemlje raketom nosačem Sojuz-U 11A511U. Orbita mu je bila 164 km u perigeju i 341 km u apogeju. Orbitna inklinacija bila je 67,1°. COSPARova oznaka je 1993-045-A. Zemlju je obilazio u 89,5 minuta. Pri lansiranju bio je mase 6600 kg. 
Misija mu je prestala 25. srpnja 1993. 

## Vanjske poveznice
- N2YO.com Search Satellite Database
- Celes Trak SATCAT Format Documentation (engl.)
- Planet4589.org Tablični prikaz podataka o satelitima